# الدوري الإنجليزي لكرة القدم 1999–2000
الدوري الإنجليزي لكرة القدم 1999–2000 هو موسم من دوري كرة القدم الإنجليزي. فاز فيه تشارلتون أثلتيك.